# Ester (film)
Ester è un film TV del 1999 diretto da Raffaele Mertes, facente parte della collana internazionale Le storie della Bibbia.

## Trama
Ester, vissuta in Persia al tempo di Serse, rimane poi a Susa come molti altri Giudei, che scelsero di stabilirsi nel nuovo impero persiano, nonostante l'editto di Ciro del 538 a.C. desse loro la possibilità di tornare a Gerusalemme dopo la deportazione babilonese.
Grazie alle sue qualità, Ester riesce a essere uno strumento perfetto del disegno di Dio per la salvezza del suo popolo, impedendo il piano criminale di sterminio, ordito dalla corte persiana.
Per merito del suo eroismo, i Giudei potranno tornare a Gerusalemme. Per Israele sarà un periodo di rinascita: si ricostruirà il Tempio della Città Santa, distrutto da Nabucodonosor, e tornerà in auge la Torah, il fondamento del giudaismo.

## Ascolti
| Prima TV Italia | Telespettatori | Share  |
| --------------- | -------------- | ------ |
| 29 marzo 1999   | 6 659 000      | 23,47% |